# Dicranomyia (Dicranomyia) parvati
Dicranomyia (Dicranomyia) parvati is een tweevleugelige uit de familie steltmuggen (Limoniidae). De soort komt voor in het Oriëntaals gebied.